# The Lodger (film, 2009)
Pour les articles homonymes, voir Lodger.
Ne doit pas être confondu avec Les Cheveux d'or.
Pour plus de détails, voir Fiche technique et Distribution.
The Lodger est un thriller américain réalisé par David Ondaatje, sorti en 2009. 
C'est un film tiré du roman The Lodger écrit par Marie Belloc Lowndes, qui fut adapté précédemment par Alfred Hitchcock en 1927, puis par Maurice Elvey en 1932, par John Brahm en 1944, et sous le titre de Man in the Attic (1953) par Hugo Fregonese.

## Synopsis
Le film raconte l'histoire en parallèle de deux policiers à la recherche d'un tueur en série et d'une jeune femme intriguée par son locataire.

## Distribution
- Alfred Molina (VF : Gabriel Le Doze) : Chandler Manning
- Shane West (VF : Stéphane Miquel)[1] : Street Wilkenson
- Philip Baker Hall : le chef de la police
- Hope Davis : Ellen Bunting
- Donal Logue : Joe Bunting
- Simon Baker : Malcolm Slaight
- Ernie Grunwald (VF : Laurent Mantel) : Gregor
- Rebecca Pidgeon (VF : Natacha Muller) : Dr Jessica Westmin